# Chaon, Loir-et-Cher

Chaon este o comună în departamentul Loir-et-Cher, Franța. În 1 ianuarie 2022 avea o populație de 440 de locuitori.